# Иностранные члены Российской академии образования
Актуальный список иностранных членов Российской академии образования:
1. Абдуллаев, Эльшад Ислам оглы[азерб.] (Азербайджан) (род. 1954)
2. Абылкасымова, Алма Есимбековна (Казахстан) (род. 1949)
3. Ахмедов, Гумейр Гусейн оглы (Азербайджан) (род. 1958)
4. Беланже, Поль (Канада) (род. 1959)
5. Васадзе, Натела Шалвовна (Грузия) (род. 1930)
6. Василева, Емилия Любомирова (Болгария) (род. 1948)
7. Веджетти, Мария Серена (Италия) (род. 1940)
8. Верч, Джеймс[англ.] (США) (род. 1947)
9. Вилотиевич, Младан[серб.] (Сербия) (род. 1935)
10. Газинян, Гагик Сергеевич (Армения) (род. 1955)
11. Гольц, Рейнхард (ФРГ) (род. 1943)
12. Гусман-Тирадо, Рафаэль (Испания) (род. 1956)
13. Дэвидсон, Дэн[англ.] (США) (род. 1944)
14. Жук, Александр Иванович (Белоруссия) (род. 1956)
15. Каримова, Ирина Холовна[тадж.] (Таджикистан) (род. 1956)
16. Коваленя, Александр Александрович (Белоруссия) (род. 1946)
17. Король, Андрей Дмитриевич (Белоруссия) (род. 1972)
18. Коул, Майкл (США) (род. 1938)
19. Кусаинов, Аскарбек Кабыкенович (Казахстан) (род. 1951)
20. Ли-Янке, Ханнелора[нем.] (Швейцария) (род. 1945)
21. Лю Цзюань (Китай) (род. 1968)
22. Ма Шупин (Китай) (род. 1940)
23. Марданов, Мисир Джумаил оглы (Азербайджан) (род. 1946)
24. Млечко, Татьяна Петровна (Молдавия) (род. 1956)
25. Морье, Абхай Кумар (Индия) (род. 1945)
26. Москаленко, Виталий Фёдорович (Украина) (род. 1949)
27. Мэй Ханьчэн (Китай) (род. 1967)
28. Нерсисян, Лемс Суренович[арм.] (Армения) (род. 1946)
29. Озганбаев, Омирзак Озганбаевич (Казахстан) (род. 1941)
30. Пашаева, Наргиз Ариф кызы (Азербайджан) (род. 1962)
31. Пёппель, Эрнст (ФРГ) (род. 1940)
32. Пионова, Ревмира Сергеевна (Белоруссия) (род. 1931)
33. Понс, Франсиско (Испания) (род. 1965)
34. Попкевиц, Томас[англ.] (США) (род. 1940)
35. Сакс, Артур (США) (род. 1946)
36. Сейтешев, Ажес Петрович (Казахстан) (род. 1929)
37. Стражев, Василий Иванович (Белоруссия) (род. 1944)
38. У Чинь-Шань (Тайвань) (род. 1956)
39. Уайт, Джон Питер[1] (Великобритания) (род. 1934)
40. Фарах, Сухейль (Ливан) (род. 1951)
41. Шкляр, Аркадий Хононович[бел.] (Белоруссия) (род. 1949)
42. Шмидт, Герман[нем.] (ФРГ) (род. 1932)
43. Шнайдер, Йенс (ФРГ) (род. 1942)